# Suore infermiere di San Carlo
Le Suore Infermiere di San Carlo sono un istituto religioso femminile di diritto pontificio.

## Storia
La congregazione fu fondata nel 1932 a San Pietro Martire di Seveso dal sacerdote Giovanni Masciardi per l'assistenza ai moribondi. Nel 1934 le suore aprirono il loro primo ricovero per donne anziane a Mariano Comense e nel 1939 acquistarono una villa patrizia ad Agliate, dove venne stabilita la casa-madre dell'istituto.
L'istituto fu approvato il 27 luglio 1948 dal cardinale Alfredo Ildefonso Schuster, arcivescovo di Milano.

## Attività e diffusione
Le suore si dedicano alla cura degli anziani.
Sono presenti nell'arcidiocesi di Milano; la sede generalizia è ad Agliate di Carate Brianza.
Nel 2014 l'istituto contava 23 religiose in 5 case.